# Bloomberg Tower
La Bloomberg Tower è un grattacielo, alto 286 m, situato nell'East Side di Midtown Manhattan, a New York negli Stati Uniti d'America.

## Caratteristiche e locazione
La torre è collocata al numero 731 di Lexington Avenue. Il grattacielo è stato disegnato dall'architetto argentino di origini italiane César Pelli. La costruzione è stata completata nel 2004. Come indica il nome, la Bloomberg Tower è la sede principale di Bloomberg (azienda), multinazionale del settore media.
La Bloomberg Tower è il sedicesimo grattacielo più alto di New York, preceduto dal MetLife Building e seguito dal Woolworth Building. L'edificio è noto anche come One Beacon Court per il faro rettangolare.